# Ильмер, Карл Петрович
Карл Петро́вич И́льмер (1891—1919) — российский революционер латышского происхождения, большевик, участник Гражданской войны.

## Биография
Родился в 1891 году в посёлке Лигат в семье рабочего бумажной фабрики. Получил начальное образование в рижском городском училище, после окончания которого поступил работать на бумажную фабрику. С 15 лет начинает участвовать в подпольной работе, в 1905 г. входит в состав боевой «рабочей дружины», участвует в схватках с казаками и полицией. В 1908 г. вступил в РСДРП, становится профессиональным революционером: распространяет нелегальную литературу, объезжает города и посёлки Латвии с целью создания новых рабочих организаций.
В 1913 году арестован, в тюрьме подвергался пыткам. После освобождения покидает Латвию с фальшивым паспортом на имя Жана Бергмана едет в Баку. Ведет подпольную организацию среди моряков Каспия, на гектографе печатает листовки и распространяет их на судах Каспийского пароходства. Вскоре Ильмер арестован и приговорен к пятилетней ссылке в Нарымский край, откуда он бежал в Петроград. В дни Февральской революции участвовал в схватках с полицией и жандармами. 3 апреля 1917 г. был в числе встречающих Ленина на Финляндском вокзале. Безоговорочно поддержал ленинские «Апрельские тезисы». Занялся пропагандистской работой: выступал на митингах, собраниях в трудовых коллективах и воинских частях. Одновременно работал в латышской социал-демократической газете «Циня» («Борьба»).
После Октябрьской революции был назначен комиссаром по продовольствию Александро-Невского района Петрограда. В декабре 1917 года по направлению Народного комиссариата продовольствия был направлен в Западную Сибирь с чрезвычайными полномочиями по заготовке хлеба для Москвы и Петрограда. В Омске Ильмера выбрали в состав Западно-Сибирского Областного совета, назначили комиссаром продовольствия Акмолинской области. После восстания чехословацкого корпуса участник обороны Омска. После ликвидации советской власти в городе ушёл в подполье. Осенью 1918 г. получил задание восстановить разгромленные большевистские организации в Томске и Омске. С 1919 г. член Томского комитета РКП(б), один из руководителей готовившегося восстания против Российского правительства. 4 марта 1919 г. вместе с другими членами подпольного комитета РКП(б) (И. Григорьев, Ян Бредис) арестован, 14 марта — умер от пыток в тюрьме.

## Память
Именем Ильмера названа улица в Томске. Его останки не были найдены, место погребения не установлено.